# مريم جميلة
مريم جميلة  (مارغريت ماركوس سابقاً) (بالإنجليزية: Maryam Jameelah)‏ ‏ (23 مايو 1934م - 31 أكتوبر 2012م) كاتبة أمريكية مسلمة من أصل يهودي تنتمي لأبوين يهوديين ألمانيين عاشا في نيويورك حيث ولدت عام 1934م، كما أوردت وكالة أنباء الأناضول.

## تعرفها على الإسلام
مارجريت ماركوس سابقًا، امرأة يصعب التكهن أمامها بأي توقعات ترد في مخيلتك، ومنذ أن كانت طفلة كانت تألم لمعاناة الفلسطينيين أكثر من حزنها لمشاهدة صور «الهولوكوست»، والأكثر من ذلك كانت تتمنَّى في صغرها زيارة فلسطين لرؤية «أولاد عمها» من العرب، خصوصًا وأن حاخاماً بالمدرسة اليهودية التي نشأت فيها أخبرها أنَّ العرب واليهود هم «أولاد الخليل» إبراهيم.
وحين أصبحت صبية في عمر الزهور، لم تكن مريم بطبعها مَيَّآلة للانحناء للعواصف.. فعندما وجدت أبويها يحتفلان بقرار تقسيم فلسطين إلى دولتين فلسطينية ويهودية سنة 1947م وبانتصار اليهود في حرب 1948 مع العرب، رفضت الاستسلام لما يحدث حولها وأخذت تجادلهم بقوة، بل وتطالبهم باحترام أحزان العرب.
واللافت في نشأة مارجريت، أو مريم، هو أنَّها أول ما قرأت عن الإسلام كان ترجمة القرآن الكريم للبريطاني المسلم محمد بيكتهول، وأيضًا اعتكافها على قراءة كتاب «مشكاة المصابيح» الذي يجمع الأحاديث المشهورة للتبريزي مترجمًا للإنجليزية، أثناء دراستها في جامعة نيويورك للآداب عام 1953م، وكان واضحًا أنَّها غير مقتنعة بعقيدتها التي نشأت عليها فحاولت اكتشاف الحقيقة مع حركات دينية عدة، كالحركة الإصلاحية اليهودية واليهودية الأرثوذكسية والبهائية لكنها لم تقتنع بهم جميعًا بسبب دعمهم للصهيونية.
حفلت حياتها في فترة الشباب بعثرات، حيث ساءت حالتها الصحية فتغيبت عن الجامعة مما أدلى لعدم تمكنها من إكمال دراستها، فساءت حالتها النفسية ودخلت مستشفى لتلقي العلاج.. وحين خرجت منها عام 1959م بدأ اهتمامها يزداد بالإسلام وتجلى ذلك في انخراطها في العديد من المنظمات الإسلامية وفي البدء في مراسلة شخصيات إسلامية ومنهم الإخواني الشهير سيد قطب ومؤسس الجماعة الإسلامية في شبه القارة الهندية أبو الأعلى المودودي وظلت تراسلهم لمدة سنوات.

## الباحثة عن الحقيقة
الباحثة عن الحقيقة، كما يطلق عليها محبوها، كانت دائمة الاهتمام بكل ما يحدث في البلاد الإسلامية في خمسينيات القرن الماضي، وهو ما جعلها تنتقد القومية العربية وتدون أراء شخصية عن إسلام العديد من الدول، فقالت عن تركيا، إن «ما تبقى من الإيمان الإسلامي في تركيا إنما يرجع إلى الجهود والمثابرة لبديع الزمان النورسي».
نقطة التحول الرئيسية في حياة مريم الجميلة، كان اعتنقاها الإسلام في 24 مايو 1961م حيث ذهبت إلى إمام مسجد بروكلين في «نيويورك» وهو «داود فيصل» وأسلمت على يديه، وسمت نفسها بـ «مريم الجميلة» بدينها الجديد، وبعد عام واحد تركت نيويورك إلى باكستان بالباخرة، بعد أن عرض المودودي عليها الإقامة مع أسرته لعامين. تزوجت أحد أتباع المودودي وكان متزوجًا وعنده خمسة من الأولاد لكنها تقبلت أن تعيش مع ضرتها في بيت واحد، وبدت سعيدة بحياتها، وقانعة، وأنجبت ولدين وبنتين ولها منهم اثنا عشر حفيدًا.

## وفاتها وإرثها
رحلت مريم الجميلة اليوم الأربعاء 31 أكتوبر 2012م بعد رحلة عامرة في كنف الإسلام على مدار نصف قرن. وخلال هذه الفترة، بجانب خواطرها ومراسلاتها، كتبت 25 مؤلفًا عن الإسلام أشهرها «الإسلام في مواجهة الغرب» و«رحلتي من الكفر للإيمان» و«الإسلام في النظرية والتطبيق» و«الإسلام والتجدد» حيث ترجمت لعدة لغات بينها التركية والأردية والفارسية. والخيط المشترك بين كل هذه المؤلفات تمثل في تمجيدها لقيم الإسلام وانتقادها بعنف للعلمانية والحداثة في المجتمعات الغربية وأيضًا في تصديها لحملات تشويه الإسلام. وتقول: «لقد وضع الإسلام حلولاً لكل مشكلاتي وتساؤلاتي الحائرة حول الموت والحياة وأعتقد أن الإسلام هو السبيل الوحيد للصدق، وهو أنجع علاج للنفس الإنسانية». «منذ بدأت أقرأ القرآن عرفت أن الدين ليس ضرورياً للحياة فحسب، بل هو الحياة بعينها، وكنت كلما تعمقت في دراسته ازددت يقيناً أن الإسلام وحده هو الذي جعل من العرب أمة عظيمة متحضرة قد سادت العالم». «كيف يمكن الدخول إلى القرآن الكريم إلا من خلال السنة النبوية ؟! فمن يكفر بالسنة لا بد أنه سيكفر بالقرآن». «على النساء المسلمات أن يعرفن نعمة الله عليهن بهذا الدين الذي جاءت أحكامه صائنة لحرماتهن، راعية لكرامتهن، محافظة على عفافهن وحياتهن من الانتهاك ومن ضياع الأسرة».

## وصلات خارجية
- Maryam Jameelah
- الإسلام في مواجهة الغرب
- رحلتي من الكفر إلى الإيمان
- الإسلام في النظرية والتطبيق